# Rakowiska (rejon radziechowski)
Rakowiska (ukr. Раковище) – wieś na Ukrainie w rejonie radziechowskim obwodu lwowskiego.